# Božské právo králů
Božské právo králů, také známé jako „Boží mandát“, představovalo v západní křesťanské civilizaci až do osvícenství hlavní nábožensko-politické odůvodnění monarchie. Vyhlašuje, že králova autorita pochází přímo od Boha, a proto nespadá pod pozemské instituce (parlament, šlechta, papež apod.). V plném rozsahu ji uplatnili Jindřich VIII., Jakub I. a Ludvík XIV. Jejich vlády bývají považovány za vrchol absolutismu.

## Pojem
Božské právo bylo klíčovým prvkem sebe-legitimizace mnoha absolutních monarchií. Příbuzné, ale odlišné pojmy jsou caesaropapismus, supremacie, absolutismus a tyranie. Historicky bývala „práva“ chápána hierarchicky: někteří lidé měli práva větší či menší. Heslo „z Boží milosti“ (lat. Dei gratia) se stalo otiskem nauky – i když panovník nebyl nutně „svatým králem“.

## Předmoderní dějiny
Raný a vrcholný středověk – král je Božím vikářem v sekulární sféře; motto „Dieu et mon droit“ používá už Richard I.
Pozdní středověk a renesance – církev garantovala, že král zachová spravedlnost. Radikální teologové (Wyclif, Lollardi, Husité) zpochybňovali neodvolatelnost tyranů.

## Katolický vývoj
Monarcha je vždy podřízen přirozenému a Božímu právu; jeho moc může duchovně korigovat papež. Katolická teologie zdůvodňuje omezenou poslušnost vládcům citacemi ze Starého a Nového zákona.

## Reformace a raný novověk
Jakub VI. vykládal království jako otcovský úřad, který mu udělil Bůh
Bossuet v Francii chápal krále za „knížete z Boží prozřetelnosti“.
Luther opřel podporu světské moci o Římanům 13 (Bible).

## Opozice a krize
Španělský jezuita Juan de Mariana i angličtí puritánští exulanti (Ponet, Knox) připouštěli odpor vůči tyranii. V Anglii vyvrcholil konflikt popravou Karla I. a Slavnou revolucí, jež božské právo prakticky zrušila.

## Ústup
Osvícenci (Milton, Locke, Paine) nahradili božské právo teorií přirozených práv a smluvního státu; Jeffersonova deklarace z roku 1776 shrnuje tento posun slovy „všichni lidé jsou si rovni“.

## Globální analogie
Čínský Mandát nebes, jihovýchodoasijské devarája, islámský pojem madchalism či koncepce sakrálního krále představují paralelní systémy, v nichž legitimita vládce pramení z nadpřirozené sféry.